# Premier League Malti 2007-2008
L'edizione 2007-2008 della Premier League maltese (BOV Premier League per motivi di sponsorizzazione) è stata la novantatreesima edizione della massima serie del campionato maltese di calcio. Il titolo è stato vinto dal Valletta.

## Classifica prima fase
|    | Classifica         | G  | V  | N | P  | GF | GS | Dif | Pt | Pt detratti | Pt 2ª fase |
| -- | ------------------ | -- | -- | - | -- | -- | -- | --- | -- | ----------- | ---------- |
| 1  | Valletta           | 18 | 10 | 6 | 2  | 40 | 16 | +24 | 36 | 18          | 18         |
| 2  | Marsaxlokk         | 18 | 10 | 3 | 5  | 35 | 26 | +9  | 33 | 16          | 17         |
| 3  | Sliema Wanderers   | 18 | 9  | 5 | 4  | 31 | 18 | +13 | 32 | 16          | 16         |
| 4  | Floriana           | 18 | 8  | 4 | 6  | 33 | 28 | +5  | 28 | 14          | 14         |
| 5  | Birkirkara         | 18 | 7  | 6 | 5  | 27 | 18 | +9  | 27 | 13          | 14         |
| 6  | Ħamrun Spartans    | 18 | 7  | 6 | 5  | 30 | 29 | +1  | 27 | 13          | 14         |
| 7  | Hibernians         | 18 | 6  | 7 | 5  | 22 | 19 | +3  | 25 | 12          | 13         |
| 8  | Msida Saint-Joseph | 18 | 6  | 3 | 9  | 25 | 35 | -10 | 21 | 10          | 11         |
| 9  | Pietà Hotspurs     | 18 | 5  | 0 | 13 | 21 | 40 | -19 | 15 | 7           | 8          |
| 10 | Mqabba             | 18 | 2  | 0 | 16 | 15 | 50 | -35 | 6  | 3           | 3          |

### Verdetti prima fase
Accedono ai playoff campionato:

Valletta, Marsaxlokk, Sliema Wanderers, Floriana, Birkirkara, Ħamrun Spartans

Accedono ai playoff retrocessione:

Hibernians, Msida Saint-Joseph, Pietà Hotspurs, Mqabba

## Classifiche seconda fase

### Playoff campionato
|   | Classifica       | G  | V  | N | P  | GF | GS | Dif | Pt |
| - | ---------------- | -- | -- | - | -- | -- | -- | --- | -- |
| 1 | Valletta         | 28 | 17 | 7 | 4  | 58 | 27 | +31 | 40 |
| 2 | Marsaxlokk       | 28 | 16 | 3 | 9  | 56 | 40 | +16 | 35 |
| 3 | Birkirkara       | 28 | 13 | 8 | 7  | 46 | 26 | +20 | 34 |
| 4 | Sliema Wanderers | 28 | 15 | 5 | 8  | 47 | 33 | +14 | 34 |
| 5 | Floriana         | 28 | 10 | 6 | 12 | 40 | 42 | -2  | 22 |
| 6 | Ħamrun Spartans  | 28 | 7  | 7 | 14 | 42 | 60 | -18 | 15 |

### Playoff retrocessione
|    | Classifica         | G  | V  | N | P  | GF | GS | Dif | Pt |
| -- | ------------------ | -- | -- | - | -- | -- | -- | --- | -- |
| 7  | Hibernians         | 24 | 10 | 8 | 6  | 35 | 27 | +8  | 26 |
| 8  | Msida Saint-Joseph | 24 | 10 | 4 | 10 | 41 | 46 | -5  | 24 |
| 9  | Pietà Hotspurs     | 24 | 6  | 0 | 18 | 27 | 53 | -26 | 11 |
| 10 | Mqabba             | 24 | 3  | 2 | 19 | 24 | 62 | -38 | 8  |

## Verdetti finali
- Valletta Campione di Malta 2007-2008
- Pietà Hotspurs e Mqabba retrocesse.